# پائول لوتسی
پائول لوتسی (هلندی: Paul Lotsij; ۴ فوریهٔ ۱۸۸۰ – ۱۹ سپتامبر ۱۹۱۰) قایقران روئینگ اهل هلند بود.